# Solar System Research
Solar System Research est une revue scientifique à comité de lecture qui traite des objets du système solaire. Elle est publiée par Nauka via Springer Science+Business Media. Il s'agit de la version anglaise de la publication russe Astronomicheskii Vestnik (Астрономический вестник) qui a été publiée pour la première fois en 1967. La version anglaise a débuté en 2000 avec le volume 34.

## Indexation
La revue est résumée et indexée dans les bases de données suivantes :
- Academic OneFile
- Academic Search
- Astrophysics Data System
- Bases de données CSA
- Chemical Abstracts Service
- Chemical and Earth Sciences
- Current Contents/Physical
- bases de données EBSCO
- INIS Atomindex
- Inspec
- International Bibliography of Periodical Literature
- Scopus
- Science Citation Index Expanded

## Liens
- Site officiel
- Ressources relatives à la recherche :   - Bibcode
  - Julkaisufoorumi
  - OpenCitations
  - Scopus
  - Springer